# Cybercop, os Policiais do Futuro
Cybercop, os Policiais do Futuro (電脳警察サイバーコップ, Dennō Keisatsu Saibākoppu, numa tradução livre "Polícia Computadorizada CyberCop"). é uma série japonesa de tokusatsu, de categoria não oficial Henshin Hero, que foi produzida pelo estúdio Tōhō, sendo exibida originalmente no Japão pela NTV entre 1988 e 1989. Trazida ao Brasil pela Sato Company (cujo dono era Nelson Sato) estreando na extinta Rede Manchete em 12 de outubro de 1990 no programa Clube da Criança ficando no ar na emissora até a metade da mesma década conquistando ótimos índices de audiência. Mais tarde, já em 2000, foi reprisada pela CNT. Também já foi exibida pela Ulbra TV de Porto Alegre. Em 2018, é exibido pela TV Diário de Fortaleza

## Sinopse
No ano de 1999, o crime invadiu a cidade de Tóquio, no Japão. Inesperadamente superado e desarmada, a Polícia Metropolitana de Tóquio decide criar uma força-tarefa especial para combater a terrível situação. Codinome “ZAC” (Zero Section Armed Constable ou Policiais Armados da Sessão Zero), este departamento de polícia é projetado para missões especiais. Por esta razão, os cientistas da polícia desenvolveram as "Unidades Cyber", três armaduras de alta potência equipadas com a mais recente tecnologia: Marte, Saturno e Mercúrio. No primeiro episódio, um jovem misterioso, Shinya Takeda, aparece do nada e salva o dia depois de usar sua própria armadura, a Unidade Júpiter. Após sua vitória, ele se une a ZAC na luta contra a organização do mal Destrap (Death Trap, no original), governada pelo implacável barão Kageyama, cujo objetivo é usar a força de vontade dos computadores para a dominação do mundo e parece estar misteriosamente ligado ao passado de Takeda.

## Personagens

### Cybercops
- Shinya Takeda/ Júpiter (武田 真也/ジュピター, Takeda Shinya/ Jupitā): Encontrado pela Interpol junto com a unidade Júpiter durante uma tempestade elétrica, começa a série desmemoriado e se une aos Cybercops após encontrar os outros por acidente no episódio piloto. Na verdade, Takeda veio do século XXIII, numa época em que as máquinas da Destrap dominavam o mundo, e seu codinome era Z226 (ゼット ダブルツー シックス, Zetto Daburu Tsu Shikkusu), um guerrilheiro que lutava contra o regime imposto pelas máquinas junto com Lúcifer e Barão Kageyama. Quando se encontra em situação de perigo, Takeda pode invocar, de outra dimensão, uma misteriosa energia chamada Cyber-Força (サイバーボミング, Saibābomingu) e através dela recebe uma arma poderosíssima chamada Cyber Thunder Arm e também o "Cyber Escudo", suas principais armas é com elas que Júpiter geralmente destrói os inimigos enviados pela Destrap. Fora destas situações, Takeda gosta de usar a arma-padrão Cyber Discrusher e o Cyber Trishot.
- Tomoko Uesugi (上杉 智子, Uesugi Tomoko): Mesmo sem possuir uma unidade Cyber também é considerada uma Cybercop pois atua na maioria das missões juntamente aos outros quatro. Ela não utiliza nenhuma arma da câmara escura mas possui o seu próprio Cyber Card e é também quem geralmente liga as câmaras de Cyber-transformação para os seus companheiros de equipe. É o coração da equipe. Muito enfezada e determinada, abriu os olhos do grupo em diversas situações e protagonizou vários episódios. Diferente dos outros membros, detalhes do seu passado permanecem um mistério. Tem participação chave em vários momentos da série e é apaixonada por Takeda/Júpiter e por amor, o acompanha ao século XXIII.
- Akira Hōjō/ Marte (北条 明/マーズ, Hōjō Akira/ Māzu): Líder dos Cybercops. Chamou a atenção do público por ser um herói de personalidade muito complexa: ranzinza, mal-humorado e brigão, mas com uma coragem e uma determinação fora do comum. Akira tem um passado bastante difícil. Ainda garoto, viu seu pai se suicidar após ser arruinado por uma firma de computadores. Para se vingar da empresa, Akira usou seus conhecimentos em informática para se infiltrar no computador da firma e levá-la à ruína. Quando o Capitão Oda, líder do ZAC, soube disso, levou Akira para a academia de polícia, onde seu senso de Justiça poderia ser melhor aproveitado. Por isso, ele tem grande respeito pelo Capitão Oda, vendo-o como a um pai. A unidade Marte, preparada para ser usada com armas de impacto e destruição, porém sua blindagem é mais fina, possui nas pernas hastes que ajudam a fixar e a suportar o "coice" de armas mais potentes. Suas armas favoritas são o Cyber Mega-Storm, Cyber Fire-Slugger, Cyber Volt Winder e o Cyber Rock Buster.
- Ryōichi Mōri/ Saturno (毛利 亮一/サターン, Mōri Ryōichi/ Satān): Brincalhão, bem humorado e mulherengo, Ryouichi é o piadista do grupo. Está sempre tentando acalmar os ânimos e dando em cima de todas as mulheres, não importa se sejam solteiras, noivas, ou casadas. Comenta-se que é para disfarçar a preocupação que sente pelos quatro irmãos menores, deixados com os tios após a morte de seus pais. A unidade Saturno é equipada com diversos tipos de radares e sensores, capazes de captar calor, ondas de rádio, metais, além de possuir raio-x e visão infravermelha. No entanto, mesmo protegendo com grande margem de segurança o corpo do policial Ryouichi, a unidade Saturno possui a blindagem menos espessa e, por isso, mais vulnerável a ataques. As armas favoritas de Saturno são o Cyber Tri-Shot e o Cyber Discrusher.
- Osamu Saionji/ Mercúrio (西園寺 治/マーキュリー, Saionji Osamu/ Mākyurii): Tímido e determinado, Osamu é do tipo "come-quieto", e dos cinco, o que menos aparece na série, tanto que protagonizou apenas um único episódio da série, o de número 8. Seu irmão foi um policial morto no cumprimento do dever. Após sua morte, Osamu decidiu estudar muito, superar seu irmão e cumprir o sonho dele. Sua mãe nunca gostou muito da ideia, mas acabou aceitando. A unidade Mercúrio é a mais leve e rápida das quatro, ideal para missões que exijam velocidade e precisão, além de ser a única sem partes móveis, exceto a de encaixe de armas. As armas favoritas de Osamu são a Cyber Slash-Caliber e a Cyber Mega Storm.
- Lúcifer (ルシファー, Rushifā, 16-34): Também vindo do futuro, como Takeda e Kageyama, acaba se aliando à Destrap como uma espécie de freelancer, por acreditar que Takeda é o traidor que sabotou o plano de destruição da Torre Babilon no futuro e causou a morte de seus companheiros. Após dar muito trabalho aos Cybercops, descobre que as provas da traição de Takeda foram forjadas pelo Barão Kageyama, que era o verdadeiro traidor. A partir daí, embora não integre a equipe, passa a ajudar os heróis sempre que eles se encontram em dificuldades. Sendo uma unidade futurista, a unidade Lúcifer é muito mais forte, resistente e bem equipada do que a dos outros Cybercops. Ao contrário deles, não precisa de uma cabine de Cyber-transformação, invocando sua armadura através de um misterioso vórtice temporal, semelhante ao usado por Takeda/Jupiter usa invocar a Cyber-Força. A unidade é equipada com um par de pistolas, as Impulse Magnum (インパルスマグナム, Inparusu Magunamu), um par de canhões denominados Canhões Pulsar (パルサーカノン, Parusā Kanon) e o poderoso Cyber Gravitador (サイバーグラビトン, Saibā Gurabiton), a última arma de Lúcifer, quando ele concentra toda a energia de sua unidade num poderoso feixe destrutivo, mas deixando-o exausto após o ataque, sendo essa sua única fraqueza. Pode ainda invocar, pelos mesmos meios, o canhão voador Gigamax (ギガマックス, Gigamakkusu).que de tão poderoso, apenas Marte e Júpiter conseguem também manuseá-lo e como o Cyber-Fire-Slugger, pode ter seu poder aumentado com as energias dos demais Cybercops.

### Outros Membros do ZAC
- Capitão Hisayoshi Oda (織田 久義隊長, Oda Hisayoshi-taichō): Chefe do ZAC. Rígido porém tranquilo, ele se mostra bem amável com os seus recrutas, principalmente com Akira (Marte), a quem criou como filho.
- Shimazu Mizue (瑞恵 島津, Mizue Shimazu): Vice-chefe. Mostra-se mais rígida que o próprio Oda, no qual revela seus verdadeiros sentimentos pelo capitão conforme a série vai dando seus desfecho. Viúva do criador das unidades cyber, ela se considera a "Mãe" dos policias do futuro.
- Daisuke Yazawa (矢沢 大介, Yazawa Daisuke): Especialista em computação. Essencial em todas as batalhas, ele comanda das instalações do ZAC todas as operações feitas pelos cybercops.
- Miho Asakura (朝倉 美穂, Asakura Miho): Oficial de comunicações. Sentimental, ela sempre se mostra sensível a todos os tipos de emoções, o que nos episódios finais quase a tirou do ZAC por um próprio pedido de demissão.

### Destrap
- Barão Kageyama (影山バロン, Kageyama Baron): Vindo do futuro juntamente com Júpiter e Lúcifer, tem como objetivo o controle da Terra pelos computadores antes que os humanos a destruam. Frio, insensível e calculista, não mede esforços para conseguir seus objetivos, mesmo que tenha que machucar quem quer que seja, e por essa razão, muitos fãs o consideram como um dos maiores vilões do tokusatsu. As únicas vezes que mostrou algo perto de emoção foi no fim do episódio do Tanque Ciborgue Dobberman, quando ele deixa um buquê de flores no túmulo de Dobberman e no episódio 33 quando se confessa apaixonado pela Mme. Durwin. No fim, absorve a energia de Fuhrer e se torna um semi-deus capaz de controlar os elementos, mas mesmo assim acaba vencido e atingido pela explosão de um vulcão, enquanto era agarrado por Marte.
- Führer (フューラー, Fyūrā): Supercomputador criado pelo Barão Kageyama. É o vilão-mor durante toda a série, para no decorrer dos eventos se revelar como apenas um fantoche. Era uma forma de Barão Kageyama ter controle total da Destrap sem a necessidade de se expor. No final, é fusionado com Kageyama para a última batalha contra os heróis. Seu nome foi inspirado na forma como o ditador nazista Adolf Hitler era chamado por seus seguidores.
- Madame Durwin (デューウイン女史, Dūin Joshi, 1-33): Cria e controla os robôs Harkos, que têm em comum a blindagem branca e o fato de serem usados em missões que exigem maior precisão. Assim como Einstein e Ploid, Durwin é uma androide criada por Kageyama para servir aos propósitos da organização. Nos últimos episódios, descobre a verdade e se volta contra seu criador, sendo destruída por ele, não antes de avisar Luna que o mesmo planeja explodi-la junto com o trem expresso. O nome da personagem é baseado no nome do cientista Charles Darwin.
- Doutor Einstein (エインシュタイン博士, Einshutain Hakase, 1-24): Especializado em "teoria superfísica", cria e controla os robôs Ominus, que têm em comum a blindagem preta e o fato de serem usados em missões que exigem maior poder de destruição. Morre no episódio 24, após ser atingido por uma pedra na cabeça e soterrado em decorrência da destruição da primeira base da Destrap, preferindo morrer a ser salvo, podendo assim evitar uma "vida tediosa". Ao contrário dos outros membros da Destrap, nunca descobriu que era um androide. O nome do personagem é baseado no cientista Albert Einstein.
- Doutor/Professor Ploid (プロイド博士, Puroido Hakase, 1-33): Cria e controla os Garogas, que podem ser pequenos robôs artrópodes usados para dominar máquinas (como o tanque Cyborg no episódio 03, o computador central do parque de diversões no episódio 05 e o avião de caça SeaGar no episódio 07) e mentes (como a do empresário Kaido no episódio 03 e a do dragão Orion no episódio 12) ou robôs gigantes de ataque como o Garoga-Aranha no episódio 26. Construiu também alguns androides com poderes variados, como os do episódio 23 (Androide Lutador) e 31 (Androide Snooker), os falsos Cybercops (semelhantes aos verdadeiros mas usando colantes pretos em vez de cinzas e cujo Júpiter também concentra a "Destro Força", verde em vez de vermelha, através da nave Crystallo) no ep. 22 e um monstro-robô de vigilância, o Sentinela Cobra 5 no episódio 27. No final, Ploid morre após lutar com Saturno e Mercúrio e descobrir que é um robô (Mercúrio menciona que o verdadeiro professor Ploid, cujo nome verdadeiro era Arthur C. Ploid, faleceu em 1939). O nome do personagem é baseado no escritor Arthur C. Clark e no pai da psicanálise Sigmund Freud.
- Luna, a Rainha das Bestas (ビーストマスタールナ, Biisuto Masutā Runa, 25-34): Irmã de Einstein, surge no episódio 25 para substituí-lo e vingar sua morte. Mas no meio da missão, acaba se apaixonando por seu inimigo, o líder dos Cybercops, Akira. Por causa desse amor, desiste da vingança, trai a Destrap e entrega sua vida. É a antítese de seus colegas: prefere se fantasiar de vilã típica de seriados japoneses a adotar uma postura sisuda de cientista, se autodenominando "Rainha das Bestas". Passa a controlar os Ominus construídos pelo irmão, além de seus quatro guerreiros guarda-costas chamados coletivamente de "Anel Negro" (Shitenou, no original) os quais são: Tigre (atirador de bumerangues de aço), Tartaruga (lançador de chamas e com uma blindagem fortíssima nas costas), Águia (possui lâminas de aço nos braços) e Salamandra (tem poder de invisibilidade e imortalidade). Luna também é uma androide criada por Kageyama e foi destruída logo após a fusão deste com o computador Führer, quando morre para salvar Akira, que por sua vez não lhe diz que é uma androide, e que tem um sangue vermelho muto bonito. Seu nome faz menção a um astro do sistema solar, no caso, a Lua. Diferente dos outros, ela não explodiu ao morrer e o paradeiro do Anel Negro ficou desconhecido.

Além disso, a Destrap às vezes lançava mão de androides de baixo poder de fogo: eram chamados coletivamente de "Guerrilheiros" ou "Siliconióides", e se pareciam com seres humanos usando óculos escuros e uniforme de camuflagem. Sob os óculos, se escondiam olhos biônicos e circuitos expostos.

## Cyber Armas e Cyber Weapons
Por meio de um moderno sistema, o ZAC tem a sua disposição uma câmara de armamentos, chamada de Câmara Escura (ブラックチャンバー, Black Chamber), a qual mantém as Cyber Arms (サイバーアーム, Cyber Arm) e a Cyber Weapons (サイバーウェポン, Cyber Weapon). Através de dutos de transporte, as armas são enviadas a qualquer parte da cidade. O acesso à câmara se dá através dos cartões magnéticos chamados de Cyber Cards, próprios de cada Cybercop.
- Cyber Weapon 001 - Cyber Fire Slugger (サイバーファイヤースラッガー, Cyber Fire Slugger): Potente bazuca lançadora de rajadas, pode abrir fendas, destruir dirigíveis, prédios etc. É uma arma que necessita de altura, força e peso para manipulá-la, por isso se acopla melhor a Marte, mas mesmo assim, Mercúrio também gosta de usá-la. Através de conexões, os outros Cybercops podem transferir suas energias para ela, triplicando seu poder.
- Cyber Weapon 002 - Cyber Mega Storm (サイバーメガストーム, Cyber Mega Storm): Potente lançador múltiplo de mísseis, próprio para atacar vários inimigos de uma vez só. É possível lançar um de cada vez ou todos, se assim preferir. Por exigir altura, peso e força, se adapta melhor a Marte. No entanto, possui apenas 6 cartuchos de munição.
- Cyber Arm 001 - Cyber Tri-Shot (サイバートライショット, Cyber Tri-Shot): Uma metralhadora portátil de grande poder de fogo. Das atiradoras, é a favorita de Saturno. Na dublagem brasileira é confundida com Cyber Weapon 003.
- Cyber Arm 002 - Cyber Discrusher (サイバーディスクラッシャー, Cyber Discrusher): Possui uma poderosa lâmina giratória que possibilita o corte de qualquer coisa. Tem também a lâmina auxiliar, usada como se fosse uma tesoura. Depois do Try-Shot, é a que Saturno mais gosta de usar.
- Cyber Arm 003 - Cyber Slash Caliber (サイバースラッシュキャリバー, Cyber Slash Caliber): Sabre que possui um poder letal incrível, podendo cortar praticamente qualquer coisa. Favorita de Mercúrio.
- Cyber Arm 004 - Cyber Voltwinder (サイバーボルトワインダー, Cyber Bolt Winder): Possui um cabo de aço e uma presa na ponta, ideal para escaladas e resgates.
- Cyber Arm 005 - Cyber Rockbuster (サイバーロックバスター, Cyber Rockbuster): Uma poderosa furadeira capaz de destruir qualquer superfície rochosa. Útil para esburacar pedras ou paredes.
- Cyber Arm 00X - Cyber Thunder Arm (サイバーサンダーアーム, Cyber Thunder Arm): uma braçadeira que usa energia dirigida como munição, é a arma pessoal de Júpiter. Quando entra em estado de raiva durante a batalha, Júpiter invoca a Cyber Força (サイバーボミング, Cyber Boming, no original), pela qual se fortalece e chama o Thunder Arm, que vem através de um portal dimensional semelhante ao que Lúcifer invoca ao vestir sua Unidade. Possui poder muito maior do que as outras Cyber Arms e Weapons. Utilizando-o, Júpiter aplica vários golpes, sendo:
  - Captador de Energia (ローリングチャージャー, Rolling Charger): Não é propriamente um golpe; Júpiter gira seu braço continuamente até carregar energia suficiente para desferir um de seus golpes. Realizado logo após que o Thunder Arm é invocado.
  - Hiper Ataque (ハイパーアタック, Hyper Attack): Um soco no peito do oponente. Simples, porém mortal.
  - Hiper Tempestade (ハイパーストーム, Hyper Storm): Um tiro certeiro no inimigo que o destrói no mesmo instante. Usado no episódio 10.
  - Hiper Laser (ハイパーレイザー, Hyper Laser): Um raio laser que destrói o inimigo instantaneamente. Usado no episódio 13.
  - Thunder Laser (サンダーレイザー, Thunder Laser): Um feixe laser que retalha e explode o inimigo.
  - Thunder Magnum (サンダーマグナム, Thunder Magnum): Inicialmente, o golpe final padrão de Júpiter. Usado quase sempre logo após o Captador de Energia.
  - Cyber Onda de Choque (サイバニック ウェーブ, Cybernic Wave): é o golpe mais poderoso de Júpiter. Usado pela primeira vez no episódio 23, quando Bai-Long ajuda Takeda a despertar todo o seu potencial. Essa onda penetra no corpo do oponente e o destroça aos poucos, atordoando-o e dando à Júpiter a oportunidade de contra-atacar.
  - Thunder Gravitador (サイバーグラビトン, Thunder Graviton): Júpiter e Lúcifer combinam seu Cyber Thunder Arm e Gigamax para enfrentar Barão Kageyama que se une a Führer e aos computadores. Sua rajada abre um portal dimensional, que permitiu Júpiter, Lúcifer e Tomoko irem para o século 23.
  - Police Shield (ポリスシールド ‘Police Shield’): é o escudo de Júpiter vindo junto com o Cyber Thunder Arm de outra dimensão através da Cyber Força. Repele qualquer ataque.

## No Brasil
Em 1990, a série foi licenciada pela Sato Company para ser exibida na Rede Manchete. De acordo com Nelson Sato, o diretor Jayme Monjardim chegou a pensar em uma adaptação brasileira da série.
O sucesso da série fez com que ela ganhasse uma versão em história em quadrinhos nas revistas Heróis da TV e Almanaque Cybercop, os Policiais do Futuro pela Editora Abril, produzidas pelo Estúdio Velpa, a revista Heróis da TV foi criada para substituir a revista O Fantástico Jaspion publicada em 1991, e trazia vários heróis dos tokusatsus (a maioria da Toei Company).
Em Heróis da TV, o grupo chegou a ter histórias escritas e desenhadas por Marcelo Cassaro, e na edição 16 o roteirista Gérson Teixeira e o desenhista Aluir Amancio criaram a armadura de Vênus para Tomoko.
A distribuidora Sato Company planejava fazer uma versão com atores brasileiros, para ser exibida na Rede Manchete. Com a não concretização do projeto, as fantasias originais da série que tinham sido adquiridas foram utilizadas em um circo-show. Criado inicialmente em 1988 e chamado de "Circo Show Changeman e Jaspion", era um show em dois atos: Changeman enfrentando seus inimigos e Jaspion e Mac Garen lutando. Posteriormente, em 1994, mudou de nome para "Tokyo Space" e tinha shows com Flashman e Cybercop. Os roteiros das apresentações eram escritos por Mauro Eduardo, dublador que fez a voz de Jiraya e dirigidos por Adriel de Almeida, que também se apresentava nos shows vestindo a armadura do Jaspion. O show com Cybercop inclusive chegou a aparecer no programa de tv Domingo Legal naquele ano.
A série também foi exibida pela CNT e pela rede Ulbra TV, quando foi transmitida até o último episódio.

## Lista de episódios
1. A Chegada de Júpiter (最強の刑事! ジュピター登場, Saikyō no Keiji! Jupitā Tōjō) (Transmissão original: 2 de outubro de 1988)
2. O Desaparecimento da Cidade do Futuro (街がしずむ! 海上都市を救え, Machi ga Shizumu! Kaijō Toshi o Sukue) (Transmissão original: 9 de outubro de 1988)
3. O Combate ao Tanque Cyborg (激突! サイボーグタンク!, Gekitotsu! Saibōgu Tanku!) (Transmissão original: 16 de outubro de 1988)
4. Pânico na Cidade! A Ameaça do Computador (交通パニック! コンピューターの罠, Kōtsu Panikku! Konpyūtā no Wana) (Transmissão original: 23 de outubro de 1988)
5. Um Príncipe em Apuros (危うし王子! ダークゾーンからの脱出, Ayaushi Ōji! Dāku Zōn kara no Dasshutsu) (Transmissão original: 30 de outubro de 1988)
6. O Rapto de Oda! O ZAC em Apuros (狙われた織田! ZAC大ピンチ, Nerawareta Oda! ZAC Dai Pinchi) (Transmissão original: 6 de novembro de 1988)
7. O Avião de Combate Ataca a Metrópole (殺人ジェット!! 東京市街戦, Satsujin Jetto!! Tōkyō Jigaisen) (Transmissão original: 13 de novembro de 1988)
8. A Usina de Energia Por um Triz (危うし電子ダム! 東京暗黒作戦, Ayaushi Denko Damu! Tōkyō Ankoku Sakusen) (Transmissão original: 20 de novembro de 1988)
9. Segurança em Risco: Corra, Blade Liner! (激走マシン!! ブレードライナー登場, Gekisō Mashin!! Burēdo Rainā Tōjō) (Transmissão original: 27 de novembro de 1988)
10. Arrepios no Hotel Mal-Assombrado (幽霊ホテル!? ゾンビがいっぱい, Yūrei Hoteru? Zonbi ga Ippai) (Transmissão original: 4 de dezembro de 1988)
11. Ameaça na Auto Estrada: Surge o Tanque Aéreo (空とぶ戦車!! ハイウェーの死闘, Sora Tobu Sensha!! Haiuē no Shitō) (Transmissão original: 11 de dezembro de 1988)
12. O Menino e o Dragão (ドラゴンが舞う! ふしぎなXマス, Doragon ga Mau! Fushigi na X Masu) (Transmissão original: 18 de dezembro de 1988)
13. Satélite Ameaça Destruir Tóquio (衛星が落ちる! ジュピター殉職!?, Eisei ga Ochiru! Jupitā Junshoku!?) (Transmissão original: 25 de dezembro de 1988)
14. O Segredo de Takeda (武田の秘密!! まぼろしの未来を見た, Takeda no Himitsu!! Maboroshi Mirai o Mita) (Transmissão original: 15 de janeiro de 1989)
15. Júpiter, a Esperança do Futuro (未来を変えろ!! 希望の戦士ジュピター, Mirai o Kaero!! Kibō no Senshi Jupitā) (Transmissão original: 22 de janeiro de 1989)
16. Lúcifer, o Emissário do Demônio (地獄の使者!? ルシファー登場, Jigoku no Shisha!? Rushifā Tōjō) (Transmissão original: 29 de janeiro de 1989)
17. O Desafio de Lúcifer (ルシファーの逆襲!! 悪魔の挑戦状, Rushifā no Gyakūshū!! Akuma no Chōsenjō) (Transmissão original: 5 de fevereiro de 1989)
18. Cristalo, a Força Dominadora (ボミング不能!! 巨大UFO現わる, Bomingu Funō!! Kyodai UFO Arawaru) (Transmissão original: 12 de fevereiro de 1989)
19. A Revolta de Tomoko (上杉の反乱!! 危ない女刑事, Uesugi no Hanran!! Abunai Onna Keiji) (Transmissão original: 19 de fevereiro de 1989)
20. O Segredo dos Cybercops (うなる必殺武器!! ギガマックスの威力, Unaru Hissatsu Buki!! Gigamakkusu no Iryoku) (Transmissão original: 26 de fevereiro de 1989)
21. A Hora da Verdade (5人目のコップ!? 究極のサイバー・ルシファー, Goninme no Koppu!? Kyūkyoku no Saibā Rushifā) (Transmissão original: 5 de março de 1989)
22. Os Falsos Cybercops (にせサイバー!! ZAC絶体絶命, Nise Saibā!! ZAC Zettaizetsumei) (Transmissão original: 12 de março de 1989)
23. O Homem de Hong Kong (最後の必殺技!! サイバニック・ウェーブ, Saigo no Hissatsu Waza!! Saibānikku Uēbu) (Transmissão original: 19 de março de 1989)
24. O Ataque dos Mísseis Subterrâneos (ミサイル発進!! 激突デストラップ基地, Misairu Hasshin!! Gekitotsu Desutorappu Kichi) (Transmissão original: 26 de março de 1989)
25. A Vingança de Luna (恐怖の女戦士! ルナ登場, Kyōfu no Josenshi! Runa Tōjō) (Transmissão original: 5 de abril de 1989)
26. A Fortaleza Inimiga (見えない要塞をたたけ!!, Mienai Yōsai o Tatake!!) (Transmissão original: 12 de abril de 1989)
27. Falha na Unidade Cyber (こわれたサイバービット!!, Kowareta Saibā Bitto!!) (Transmissão original: 19 de abril de 1989)
28. O Dirigível Bomba (シティ空爆! 飛行戦爆弾, Shiti Kūbaku! Kikōsen Bakudan) (Transmissão original: 26 de abril de 1989)
29. Tomoko na Mira da Destrap (上杉暗殺! いそげコップ, Uesugi Ansatsu! Isoge Koppu) (Transmissão original: 10 de maio de 1989)
30. A Carga da Morte (悪魔の山を走りぬけ!!, Akuma no Yama o Hashirinuke!!) (Transmissão original: 17 de maio de 1989)
31. O Roubo do Cyber Thunder Arm (奪われたサンダーアーム, Ubawareta Sandā Āmu) (Transmissão original: 24 de maio de 1989)[nota 1]
32. Ataque ao Alojamento dos Cybercops (おそわれたロフト!!, Osowareta Rofuto!!) (Transmissão original: 31 de maio de 1989)[nota 1]
33. Proteção ao Trem Expresso (リニアカーをまもれ!, Rineakā o Mamore!) (Transmissão original: 7 de junho de 1989)[nota 1]
34. Neo Tóquio em Perigo: A Vitória Final (デストラップのさいご!!, Desutorappu no Saigo!!) (Transmissão original: 14 de junho de 1989)[nota 1]
35. Top 10 Especial Parte 1 (リクエスト・トップ10特集 Part1, Rikuesuto Toppu Ten Tokushū Pātto Wan) (Transmissão original: 28 de junho de 1989)[nota 1]
36. Top 10 Especial Parte 2 (リクエスト・トップ10特集 Part2, Rikuesuto Toppu Ten Tokushū Pātto Tsu) (Transmissão original: 5 de julho de 1989)[nota 1]

## Elenco

### Atores japoneses
- Shinya Takeda/Z226/Cybercop Júpiter (Jupiter) - Tomonori Yoshida
- Tomoko Uesugi - Mika Chiba
- Akira Hojyo/Cybercop Marte (Mars) - Shogo Shiotani
- Ryoiti Mouri/Cybercop Saturno (Saturn) - Tom Saeba
- Osamu Sayonji/Cybercop Mercúrio (Mercury) - Ryoma Sasaki
- Cybercop Lúcifer (Lucifer) - Takashi Koura
- Capitão Hisayoshi Oda - Masaaki Daimon
- Tenente Shimazu Mizue - Atsuko Mita
- Daisuke Yazawa - Shuhei Suzuki
- Miho Asakuza - Hiromi Onishi
- Führer - Gorō Mutsumi
- Barão Kageyama - Masaya Sato
- Prof. Ploid - Ken Okabe
- Mme. Durwin - Tomoko Ishimura
- Dr. Einstein: Takaki Kitagawa
- Luna - Masako Takeda

### Atores Convidados
- Policiais (episódio 1): Saburo Ishikura, Mitsuhiro Takeda
- Atendente no farol (episódio 2): Chafurin
- Presidente Kaido (episódio 3): Sei Hiraizumi
- Repórter (episódio 3): Aruno Tahara
- Reiko Ando (episódio 4): Shiho Wada
- Príncipe Rolan (episódio 5): Roger Allen Hamrick
- Wolf (episódio 7): Ulf Otsuki
- Mãe do Osamu (episódios 8 e 32): Kumiko Kishi
- Maki Ichijo (episódio 9): Masako Shiozawa
- Dr. Yamamoto (episódios 9, 13, 17, 33-34): Akira Otani
- Alisa (episódio 11): Kurumi Wakuseiji
- Koichi Tachibana (episódio 12): Takeshi Iwase
- Akemi/Falsa Akemi (episódio 13): Natsumi Nanase
- Kirara (episódio 16): Hiroko Ichikawa
- Michiko Saegusa (Misako Saegusa no original) (episódio 20): Rie Hirakata
- Li Bai-Long (episódio 23) - Junichi Haruta
- Satoru (episódio 26): Yosuke Iizuka
- Yukari (episódio 26): Yuko Honna
- Kazumi Mori (episódios 27, 30 e 32): Rika Abiko
- Naomi Mori (episódios 27, 30 e 32): Mayumi Muto
- Kenji Mori (episódios 27, 30 e 32): Daisuke Kurosawa
- Kumi Mori (episódios 27, 30 e 32): Ayagi Aragaki
- Mamoru (episódio 28): Toshiharu Shinohara
- Kazuo Kanagata (Hasegawa no original) (episódio 29): So Furukawa
- Snooker (forma civil, ep. 31) - Toshimichi Takahashi

## Trilha sonora
Tema de abertura
- Asu e no Sakebi Cyber Heart (「明日への叫び ～サイバー・ハート」, Asu e no Sakebi Cyber Heart, tradução livre "Um Rugido para o Amanhã - Cyber Coração")

Tema usado na abertura em todos os episódios, cantado por Hiroshi Nishikawa. Com letra de Yuho Iwasato, composição de Daisuke Inoue e arranjos de Ryomei Shirai.
Tema de encerramentos
- Shūtingu sutā (「シューティング・スター」, Shūtingu sutā, tradução livre "Estrela cadente")

Cantada por Mika Chiba é o primeiro final usado, do episódio 1 ao 33, 35 e 36. Com letra de Shun Taguchi, composição e arranjos de Yuji Toriyama.
Tema de encerramentos
- BRAND-NEW TOMORROW

Cantada por Mika Chiba foi o encerramento do episódio 33. Letras de Shun Taguchi, composição VAX POP e arranjos de Ryo Kunihiko.

### Álbuns
Dennou Keisatsu Cybercop PERFECT MUSIC COLLECTION (電脳警察サイバーコップ Perfect Music Collection)
- Gravadora: Futureland
- Formato: CD
- Pais: Japão
- Lançamento: 21 de janeiro de 1998

| Disco 1        |                                              |                |                                |                   |         |  |
| N.º            | Título                                       | Letras         | Música                         | Artista           | Duração |  |
| 1.             | "Open Title"                                 |                | Shinichiro Shinta              |                   | 0:33    |  |
| 2.             | "Asu e no Sakebi ~Cyber Heart~ [TV Size]"    | Mizuho Iwasato | Yoshiaki Shirai, Daisuke Inoue | Hiroshi Nishikawa | 1:30    |  |
| 3.             | "Shooting Star [Band Kaze Karaoke 1 Chorus]" |                | Toriyama Yuji                  |                   | 1:33    |  |
| 4.             | "ZAC"                                        |                | Shinichiro Shinta              |                   | 4:17    |  |
| 5.             | "Deathtrap"                                  |                | Shinichiro Shinta              |                   | 5:24    |  |
| 6.             | "Shutsudou!"                                 |                | Shinichiro Shinta              |                   | 2:53    |  |
| 7.             | "Sentou"                                     |                | Shinichiro Shinta              |                   | 6:37    |  |
| 8.             | "Eyecatch"                                   |                | Shinichiro Shinta              |                   | 0:07    |  |
| 9.             | "Lucifer"                                    |                | Shinichiro Shinta              |                   | 6:17    |  |
| 10.            | "Mirai no kioku"                             |                | Shinichiro Shinta              |                   | 8:21    |  |
| 11.            | "Tsuioku no Jupiter [Karaoke]"               |                | Kudo Ron, Shinichiro Shinta    |                   | 3:09    |  |
| 12.            | "Kessen!"                                    |                | Shinichiro Shinta              |                   | 9:12    |  |
| 13.            | "Shouri"                                     |                | Shinichiro Shinta              |                   | 9:50    |  |
| 14.            | "Shooting Star [TV Size]"                    | Taguchi Shun   | Toriyama Yuji                  | Mika Chiba        | 1:08    |  |
| 15.            | "Yokoku"                                     |                | Ichiro Nitta, Daisuke Inoue    |                   | 0:30    |  |
| Duração total: | Duração total:                               | Duração total: | Duração total:                 | Duração total:    | 70:22   |  |

| Disco 2        |                                                |                |                                 |                    |         |  |
| N.º            | Título                                         | Letras         | Música                          | Artista            | Duração |  |
| 1.             | "Asu e no Sakebi ~Cyber Heart~ [Vocal]"        | Iwata Yuki     | Yoshiaki Shirai, Daisuke Inoue  | Hiroshi Nishikawa  | 3:20    |  |
| 2.             | "Asu e no Sakebi ~Cyber Heart~ [Karaoke]"      |                | Yoshiaki Shirai, Daisuke Inoue  |                    | 3:20    |  |
| 3.             | "Asu e no Sakebi ~Cyber Heart~ [Instrumental]" |                | Yoshiaki Shirai, Daisuke Inoue  |                    | 3:20    |  |
| 4.             | "Aku!"                                         |                | Ichiro Nitta                    |                    | 7:50    |  |
| 5.             | "Honoo no Messenger [Vocal]"                   | Yoshihiko Ando | Takashi Kudo, Ichiro Nitta      | Norio Sakai        | 4:28    |  |
| 6.             | "Honoo no Messenger [Karaoke]"                 |                | Kudo Ron, Shinichiro Shinta     |                    | 4:29    |  |
| 7.             | "Kanashimi"                                    |                | Shinichiro Shinta               |                    | 3:00    |  |
| 8.             | "Shooting Star [Band Kaze Vocal]"              | Taguchi Shun   | Toriyama Yuji                   | Mika Chiba         | 4:08    |  |
| 9.             | "Shooting Star [Band Kaze Karaoke]"            |                | Toriyama Yuji                   |                    | 4:09    |  |
| 10.            | "Tsuioku no Jupiter [Vocal]"                   | Yoshihiko Ando | Takashi Kudo, Ichiro Nitta      | Hideyuki Nagashima | 3:09    |  |
| 11.            | "ZAC no nichijou"                              |                | Shinichiro Shinta               |                    | 6:02    |  |
| 12.            | "Shooting Star [Vocal]"                        | Taguchi Shun   | Toriyama Yuji                   | Mika Chiba         | 4:08    |  |
| 13.            | "Shooting Star [Karaoke]"                      |                | Toriyama Yuji                   |                    | 4:09    |  |
| 14.            | "Let it go [Vocal]"                            | Arisu Sato     | Takayuki Hijikata, Takashi Koji | Hiroshi Nishikawa  | 3:55    |  |
| 15.            | "Into the Night [Vocal]"                       | Taguchi Shun   | Toriyama Yuji                   | Mika Chiba         | 4:38    |  |
| 16.            | "BRAND-NEW TOMORROW [Vocal]"                   | Taguchi Shun   | Tian Kunihiko, Vax Pop          | Mika Chiba         | 4:25    |  |
| Duração total: | Duração total:                                 | Duração total: | Duração total:                  | Duração total:     | 88:01   |  |